# 德顺州
德顺州，金朝时设置的州。
皇统二年（1142年）升德顺军置，治所在陇干县（今宁夏回族自治区隆德县）。辖境约当今宁夏回族自治区隆德县全部、西吉县大部及甘肃省静宁县、庄浪县大部。元朝时改名静宁州，移治静边寨（今甘肃省静宁县）。 